# احمد تقوی
احمد تقوی یکی از بازیکنان فوتبال ایران است. این بازیکن در طول دوران حضورش، در تیم‌های مختلفی من‌جمله پاس همدان ابومسلم و آلومینیوم هرمزگان و راه‌آهن تهران مشارکت داشته‌و در همهٔ تیم‌هایی که حضور داشته به دلیل تجربه بالا بازوبند کاپیتانی را به بازو بسته؛ او بازیکنی ریزنقش و تکنیکی بود در تیم راه‌آهن بازیساز بود..
در حال حاضر احمد تقوی ره مربیگری را در پیش گرفته و سابقه مربیگری در لیگ ۱ را به همراه خداد عزیزی دارد…